# Nat Pendleton
Nat Pendleton (Davenport, Iowa; 9 de agosto de 1895-San Diego; 12 de octubre de 1967) fue un deportista estadounidense especialista en lucha libre olímpica donde llegó a ser subcampeón olímpico en Amberes 1920. También es famoso por haber actuado en más de cien películas.

## Carrera deportiva
En los Juegos Olímpicos de 1920 celebrados en Amberes ganó la medalla de plata en lucha libre olímpica estilo peso pesado, tras el suizo Robert Roth (oro), y por delante de su compatriota Frederick Meyer y del sueco Ernst Nilsson, ambos empatados con la medalla de bronce.

## En el cine

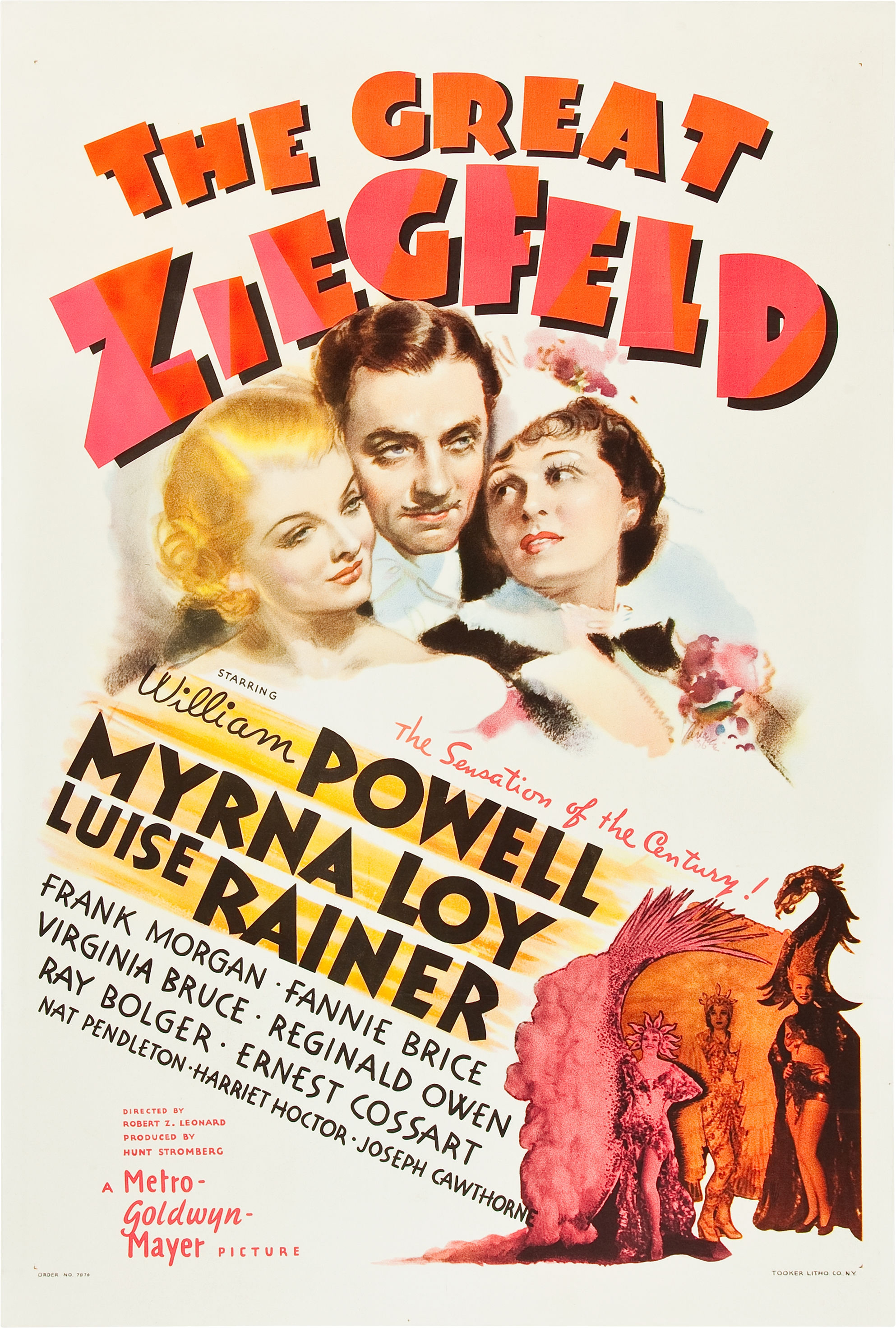
Cartel de la película El gran Ziegfeld, una de las muchas en las que actuó Nat Pendleton

Pendleton apareció en más de cien películas, entre las que cabe destacar Plumas de caballo (1932)—la cuarta película de los hermanos Marx—, o El gran Ziegfeld —una película musical de 1936, protagonizada por William Powell y Myrna Loy que ganó el Óscar a la mejor película— en la que interpretaba a Eugen Sandow, "padre del culturismo moderno".